# مایک فورد (بازیکن فوتبال)
مایک فورد (انگلیسی: Mike Ford؛ زادهٔ ۹ فوریهٔ ۱۹۶۶) بازیکن فوتبال اهل بریتانیا است.
از باشگاه‌هایی که در آن بازی کرده‌است می‌توان به باشگاه فوتبال کاردیف سیتی، باشگاه فوتبال تام یونایتد، باشگاه فوتبال آکسفورد یونایتد، باشگاه فوتبال دوایزس تاون و باشگاه فوتبال لستر سیتی اشاره کرد.